# Lombarda Vetture Automobili
S.A. Lombarda Vetture Automobili war ein italienischer Hersteller von Automobilen.

## Unternehmensgeschichte
Das Unternehmen aus Mailand begann im Dezember 1906 mit der Produktion von Automobilen. Der Markenname lautete Salva. Im Oktober 1907 wurde das Unternehmen liquidiert.

## Fahrzeuge
Im Angebot waren drei Modelle mit Vierzylindermotor, Vierganggetriebe und Kettenantrieb. Dies waren der 16/25 HP, der 28/45 HP und der 60/75 HP. Vom letztgenannten Modell gab es auch Nutzfahrzeuge.